# Marcel Stoob
Marcel Stoob (* 15. November 1967) ist ein ehemaliger Schweizer Fussballspieler.

## Leben
Er wuchs in Rapperswil-Jona auf und absolvierte nach der Sekundarschule eine Anlehre als Spengler. Während seiner Lehre spielte er für den FC Rapperswil-Jona in der 2. Liga und für den FC Rüti in der 1. Liga. Nach der Anlehre wurde er Fussballprofi beim FC Zürich und der AC Bellinzona in der Nationalliga A. Danach spielte er noch ein Jahr für den FC Glarus in der Nationalliga B, bevor er seine Karriere 1994 im Alter von 26 Jahren beim FC Rapperswil-Jona in der 2. Liga aufgrund von gesundheitlichen Problemen beenden musste. Stoob spielte insgesamt 30 Pflicht-Spiele (Meisterschaft und Schweizer-Cup) für den FC Zürich, in welchem ihm kein Tor, jedoch zwei Eigentore gelangen.
Nach der Fussballkarriere bildete er sich zum Dipl. Rotkreuz-Krankenpfleger weiter und arbeitete bis 1999 in verschiedenen Spitälern und Kliniken als Krankenpfleger. 2001 gründete er in Hermosillo eine Fussballschule.